# Alpheus S. Williams
Alpheus Starkey Williams (29. september 1810 – 21. december 1878) var en advokat, dommer, journalist, medlem af Repræsentanternes Hus og general i Unionshæren under den amerikanske borgerkrig.

## Tidlige år
Williams blev født i Deep River, Connecticut. Han tog eksamen i jura fra Yale University i 1831. Hans far, som døde da Williams var otte år gammel, havde efterladt ham en betydelig arv, som han brugte mellem 1832 og 1836 på omfattende rejser i USA og Europa. Da han kom tilbage slog han sig ned i Detroit, Michigan, som var en hastigt voksende by i Vesten i 1836. Han slog sig ned som advokat og giftede sig med datteren af en prominent familie, Jane Hereford, med hvem han fik fem børn, hvoraf to døde som små. Jane selv døde også ung i 1849 i en alder af 30.
Williams havde en række karrierer i Detroit. Han blev valgt til dommer i skifteretten i Wayne County, Michigan i 1842, præsident i Bank of St. Clair i 1843, ejer og redaktør af Detroit Advertiser en daglig avis, og fra 1849 til 1853 postmester i Detroit.
Da Williams ankom til Detroit i 1836 blev han optaget i et kampagni af Michigans milits og fastholdt en forbindelse til militæret i byen i mange år. I 1847 blev han udnævnt til løjtnant for et regiment som skulle deltage i den Mexicansk-amerikanske krig, men det ankom for sent til at komme i kamp. Han gjorde også tjeneste som præsident for statens militærkomite og i 1859 blev han major i Detroit Light Guard.

## Borgerkrigen
Ved udbruddet af borgerkrigen i 1861 var Williams involveret i træning af de første frivillige i staten. Han blev forfremmet til brigadegeneral i den frivillige hær den 17. maj 1861. Hans første opgave efter at have forladt træningslejren var som brigadekommandøe i generalmajor Nathaniel P. Banks' division i Army of the Potomac, fra oktober 1861 til marts 1862. Derefter overtog han kommandoen over en division i V Korps i Army of the Potomac fra den 13. marts 1862. Denne division blev overført til Militærområdet Shenandoah fra april til juni det år. Williams og Banks kæmpede mod generalmajor Stonewall Jackson i Jacksons Shenandoah kampagne og blev grundigt udmanøvreret, hvilket gjorde det muligt for Jackson at holde dem indespærrede i dalen med sin meget mindre styrke.
Den 26. juni, blev Williams division overført til Army of Virginia, under generalmajor John Pope i Nordlige Virginia kampagnen. I Slaget ved Cedar Mountain mødte Banks' Korps igen Jackson, og blev besejret igen. Williams's division nåede ikke frem til Andet slag ved Bull Run inden slaget var overstået.

### XII Korps
Williams division vendte tilbage til Army of the Potomac som 1. division i XII Korps og marcherede nordpå i Marylandkampagnen til slaget ved Antietam. På vejen fandt tropper fra divisionen de berømte "tabte ordrer" (Special order no. 191) som afslørede general Robert E. Lees plan for den kommende kampagne og gav generalmajor George B. McClellan afgørende kendskab til hvordan han skulle besejre Lee's delte hær. Divisionen var stærkt i kamp ved Sharpsburg, igen mod Jackson på Konføderationens venstre flanke. Korpskommandøren generalmajor Joseph K. Mansfield, blev dræbt tidligt i slaget og Williams overtog midlertidigt kommandoen. Korpset led tab på 25% ved angreb på Jackson og måtte trække sig tilbage. Generalmajor Henry W. Slocum erstattede Williams som permanent kommandør over korpset straks efter slaget.
Williams division var ikke med i det følgende slaget ved Fredericksburg fordi det var beskæftiget med at forsvare Potomacfloden. I slaget ved Chancellorsville den 2. maj 1863 gennemførte Jackson korps et overraskelsesangreb og ramte direkte ind i højre flanke af Army of the Potomac, og forårsagede alvorlige skader på det uforberedte XI Korps. Den tilstødende division under Williams gravede hurtigt stillinger og var i stand til at stoppe den konfødererede fremgang inden det overløb hele hæren, men led tab på 1.500 mand.

### Gettysburg
I slaget ved Gettysburg ankom Williams division til slagmarken sidst på eftermiddagen den 1. juli 1863 og besatte Benners Hill øst for byen Gettysburg. Den 2. juli tog XII Korps opstilling på Culp's Hill, den højre flanke af Unionens linje. På dette tidspunkt troede Henry Slocum på grund af en misforståelse, at han havde kommandoen over hele højre fløj, som bestod af XI og XII Korps. Derfor overtog Williams midlertidigt kommandoen over XII og styrede det i resten af slaget. Thomas Ruger overtog kommandoen over Williams's division.
Om eftermiddagen den 2. juli fik et massivt angreb fra generalløjtnant James Longstreet på Unionens venstre flanke hærens øverstkommanderende generalmajor George G. Meade til at beordre Williams til at overføre hele sit korps til venstre fløj i nærheden af Little Round Top. Williams overbeviste Meade om vigtigheden af Culp's Hill og fik lov til at beholde en brigade under brigadegeneral George S. Greene, i stilling på stedet.
I et heroisk forsvar modstod Greene og hans brigade angrebet af generalmajor Edward Johnson's konfødererede division om aftenen indtil de øvrige brigader i XII korps vendte tilbage. Tidligt den 3. juli igangsatte Williams et angreb mod de konfødererede som havde besat nogle af stillingerne på Culp's Hill og efter syv timers kamp blev de trængt væk. Desværre for Williams var general Slocum langsom til at skrive sin officielle rapport om slaget og Meade afleverede sin rapport for hele hæren uden at anføre noget om det betydningsfulde bidrag, som Williams og XII Korps havde ydet til Unionens forsvar.

### XX Korps
I september 1863 blev Unionens hær i Tennessee besejret i slaget ved Chickamauga og to korps blev sendt af sted for at hjælpe dem da de blev belejret i Chattanooga—XI og XII Korps. (De blev senere slået sammen på grund af deres ringe størrelse til et nyt XX Korps i Army of the Cumberland.) Williams's division nåede ikke helt til Chattanooga, men bevogtede jernbaner i det østlige Tennessee. Det sluttede sig dog til generalmajor William T. Sherman som en del af XX Korps i Atlanta kampagnen og kæmpede med udmærkelse i en række slag, især Slaget ved Resaca. Williams blev såret i armen i Slaget ved New Hope Church den 26. maj 1864. Hans division fulgte Sherman gennem Shermans march til havet og Carolina kampagnen. I disse kampagner førte Williams XX Korps indtil Joseph A. Mower overtog kommandoen efter Slaget ved Bentonville. Williams vendte tilbage til at lede sin division. I denne periode modtog Williams en midlertidig forfremmelse til generalmajor den 12. januar 1865.

### Heste
Gennem en stor del af krigen havde Williams to heste. Den ene hed Yorkshire og den anden Plug Ugly (på dansk: bandit). Yorkshire var en hest som gerne ville vise sig, men Williams foretrak ofte den større Plug Ugly når der var tale om hårdt arbejde. Under slaget ved Chancellorsville landede en konfødereret granat i mudderet under Plug Ugly og den efterfølgende eksplosion sendte både hest og rytter op i luften. Bemærkelsesværdigt var det at Williams var udskadt, og måske mere bemærkelsesværdigt var det at hesten også kun fik nogle mindre skader. Plug Ugly blev efterhånden for nedslidt til fortsat tjeneste og i 1864 solgte Williams den for $50. Williams hørte at ikke længe efter døde hesten.

## Efter krigen
Efter krigen gjorde Williams tjeneste som militær administrator i det sydlige Arkansas indtil han forlod tjenesten den 15. januar 1866. Han vendte tilbage til Michigan, men stod overfor økonomiske vanskeligheder, som tvang ham til at acceptere en post som ambassadør i El Salvador, en opgave som han udførte indtil 1869. Han stillede op ved valget til guvernør i Michigan i 1870, man blev ikke valgt.
Williams blev i stedet valgt som Demokrat til Repræsentanternes Hus, og sad fra 4. marts 1875 til 21. december 1878. I en del af perioden sad han som formand for Husets komite om District of Columbia (dvs. hovedstaden).
Williams blev ramt af et slagtilfælde den 21. december 1878 og døde i Kongresbygningen. Han ligger begravet på Elmwood Cemetery i Detroit.

## Arven
Williams var en general som aldrig fik megen offentlig anerkendelse. Selv om han beklædte mange vigtige poster forblev han brigadegeneral i det meste af krigen. Der var formentlig tre grunde hertil. For det første var han ikke uddannet på West Point, og "the old boys network" var lige så effektivt i det 19. århundrede som i dag. For det andet var Williams udstationeret i Shenandoah i de måneder hvor Army of the Potomac blev opbygget, hvilket gjorde ham ukendt blandt de højere officerer. For det tredje var Williams aldrig den som solgte sig selv til offentligheden ved hjælp af hjælpsomme avis korrespondenter. Williams var derimod god til at holde forbindelsen ved lige til sin familie og de breve han skrev under krigen blev gemt og udgivet i 1959 længe efter hans død som den velanskrevne bog From the Cannon's Mouth: The Civil War Letters of General Alpheus S. Williams.
En rytterstatue for Williams af billedhuggeren Henry Shrady står på Belle Isle i Michigan i Detroitfloden nær hans hjemby Detroit. Williams Avenue i Gettysburg er opkaldt efter ham.